# Metallo
Pour le personnage de la série télévisée Smallville, voir John Corben.
Metallo est un super-vilain de DC Comics, ennemi de Superman et de Supergirl. Il est d'abord apparu dans le numéro 252 d'Action Comics, mai 1959 par les artistes Robert Bernstein et Al Plastino.
Dans le classement 2009 d'IGN, Metallo est 52e du top 100 "Greatest Comic Book Villain of All Time".

## Histoire
John Corben, un voleur, a été sauvé d'un grave accident de voiture par le Dr Emmet Vale. Celui-ci implanta son cerveau dans le corps d'un robot pour l'utiliser à ses fins et le transforme en Metallo, un robot alimenté par de la kryptonite programmé pour détruire l'Homme d'Acier. Mais Corben se rebella contre son maître et améliora son corps métallique pour ses crimes.
Dans "Superman Vol 2 #1" sortie en janvier 1987 John Byrne change ses origines. John Corben est un Sergent sous le commandement du Général Sam Lane. Le général veut le marier avec sa fille Lois Lane. Mais l'arrivée de Superman à Metropolis est considérée par le Général Lane comme un danger pour la sécurité nationale. Le général demande à Lex Luthor d'équiper ses soldats de ses machines (alimentées par de la kryptonite) pour combattre Superman. Quand John Corben est grièvement blessé à l'intérieur d'une machine, il fusionne avec elle et devient Metallo mi-homme mi-robot.
Dans Superman/Batman #7, Metallo conclut un accord avec le nouveau Toyman pour récupérer un corps humain en échange de l'alliage (le Metallo) qui compose son corps de robot. Il conserve cependant son cœur de kryptonite.

## Autres médias

### Séries télé
- The Adventures of Superboy : dans six épisodes des saisons 2 à 4 (1989 à 1992), le rôle joué par Michael Callan.
- Loïs et Clark, les nouvelles aventures de Superman, interprété par Scott Valentine. (VF: Guillaume Orsat)
- Dans la série télévisée Smallville, John Corben est interprété par Brian Austin Green (VF : Gilles Laurent). Metallo apparaît dans trois épisodes dans la saison 9 : Savior, Metallo et Upgrade.
- Dans la série CW Supergirl, John Corben est interprété par Frederick Schmidt. Il apparaît dans le premier et le second épisode de la saison 2 de la série.

### Animation
- Superman, l'Ange de Metropolis (Superman, Alan Burnett, Paul Dini, Bruce Timm, 1996-2000) avec Malcolm McDowell (VF : Jean-Louis Faure, Bruno Dubernat, Vincent Violette)

Metallo est apparu dans la série télévisée d'animation, John Corben était un criminel australien transformé en Metallo à la suite des manœuvres de Lex Luthor, afin de l'utiliser (avec sa source énergétique à base de kryptonite) contre Superman. Corben découvrit finalement que Luthor l'avait manipulé, et échappa à son contrôle; il croisa le chemin de Superman en plusieurs autres occasions.
- La Ligue des justiciers (Justice League puis Justice League Unlimited, Paul Dini, Bruce Timm, 2001-2006) avec Corey Burton puis Malcolm McDowell (VF : Éric Chevallier puis Magid Bouali)
- Batman (The Batman 2004-2008) saisons 5 épisode 1 The Batman/Superman Story avec la voix de Lex Lang (VF : Pascal Massix).
- Batman : L'Alliance des héros (Batman: The Brave and the Bold, James Tucker, 2008-2011)

### Vidéofilm
- Superman/Batman : Ennemis publics (Superman/Batman: Public Enemies, Sam Liu, 2009) avec John C. McGinley (VF : Thierry Murzeau)
- La Ligue des justiciers : Échec (Justice League: Doom, Lauren Montgomery, 2012) avec Paul Blackthorne (VF : Marc Perez)

### Jeu vidéo
- Superman: Shadow of Apokolips, Infogrames /Atari, 2002.
- Superman: The Man of Steel (jeu vidéo, 2002), Circus Freak Studios / Atari, 2002.
- Superman: Countdown to Apokolips, Mistic Software / Atari, 2003.
- Superman Returns (jeu vidéo), Electronic Arts 2006.
- DC Universe Online, Sony 2011.
- LEGO Batman 3 au-delà de Gotham, 3DS (C'est un personnage déblocable[Quoi ?])
- Lego DC Super-Vilains, 2018.